# Isidore Schnitzler
Israël (Isidore) Schnitzler (Rotterdam, 2 juni 1859- New York, 17 oktober 1935) was een Nederlands violist.
Hij was zoon van violist Abraham Israel Schnitzler en Rebecca van Vliet. Zelf trouwde hij in de Verenigde Staten met Martha Hirsch(e).
Isidore Schnitzler kreeg zijn opleiding van zijn vader, trok naar het conservatorium in Keulen. Er volgde weer een opleiding in Rotterdam, dit maal bij Emanuel Wirth, waarna hij als pensionair van koning Willem III der Nederlanden voor één jaar kon gaan studeren bij Henryk Wieniawski in Brussel en Joseph Joachim in Berlijn (1875-1876). Na al die studie trok hij met kunstreizen door Nederland, Duitsland en Engeland. Ook bezocht hij in dat kader de Verenigde Staten en Australië, maar dan als eerste violist van het Mendelssohn-Kwartet (af en toe ook kwintet en sextet) opererend vanuit Boston. In 1886 was hij even gevestigd in Frankfurt am Main; hij werd er concertmeester bij het orkest van Benjamin Bilse onder leiding van Hermann Mannsfeldt.
In 1891 vestigde hij zich toch in de Verenigde Staten en pakte de draad met het Mendeslssohn Quintette Club weer op. Hij stierf op 76-jarige leeftijd thuis.
Schnitzler verzorgde de wereldpremière van Vioolconcert nr. 1 opus 42 van Friedrich Gernsheim (dan nog in manuscript) op 22 januari 1880; hij werd begeleid door Eruditio Musica te Rotterdam, geleid door de componist. Hij verzorgde van dat werk ook de Amerikaanse première en wel op 23 oktober 1897. Hij werd begeleid door het Boston Symphony Orchestra onder leiding van Emil Paur; in de jaren negentig was hij 33 keer te beluisteren met genoemd orkest. Hij was er eerste violist tussen 1892 en 1900; volgend op zijn periode bij het Chicago Symphony Orchestra (1891-1892) en Russian Symphony of New York. Theodoor Verhey droeg zijn vioolsonate opus 25 aan hem op.